# 8. група хемијских елемената
8. група хемијских елемената је једна од 18 група у периодном систему елемената. У овој групи се налазе:
- гвожђе
- рутенијум
- осмијум
- хасијум

Сва четири елемента ове групе су прелазни метали. гвожђе, рутенијум и осмијум се јављају у природи а хасијум је вештачки добијен. Атомске масе ових елемената крећу се између 55,85 и 277.
Ова група носи назив и VIIIB група хемијских елемената, као и гвожђева хрупа хемијских елемената